# Rhipha mesoleuca
Rhipha mesoleuca là một loài bướm đêm thuộc phân họ Arctiinae, họ Erebidae.